# تاریخ عقاید اسماعیلیه
تاریخ عقاید اسماعیلیه کتابی از فرهاد دفتری با ترجمهٔ فریدون بدره ای است که در سال ۱۳۷۵ منتشر و در مراسم کتاب سال جمهوری اسلامی ایران به‌عنوان کتاب برگزیده معرفی شد.